# Liam Aylward
Liam Aylward (n. 27 septembrie 1952, Mullinavat⁠(d), South-East Region, Ireland⁠(d), Irlanda) este un om politic irlandez, membru al Parlamentului European în perioada 2004-2009 din partea Irlandei.
1. 1 2 3 4 5 6 7 8 9   https://www.oireachtas.ie/en/members/member/Liam-Aylward.D.1977-07-05 Lipsește sau este vid: |title= (ajutor)
2. 1 2 3   http://www.assembly.coe.int/nw/xml/AssemblyList/MP-Details-EN.asp?MemberID=2640 Lipsește sau este vid: |title= (ajutor)